# Igreja Matriz de Estômbar
A Igreja Matriz de Estômbar, ou Igreja de São Tiago, é um Monumento Nacional  edificado no século XVI em honra de São Tiago.
Situa-se no centro de Estômbar, na freguesia de Estômbar e Parchal, município de Lagoa.
Foi reconstruída no século XVIII. Dentro da igreja, na Capela-Mor, encontram-se azulejos pintados em 1719.[carece de fontes?]

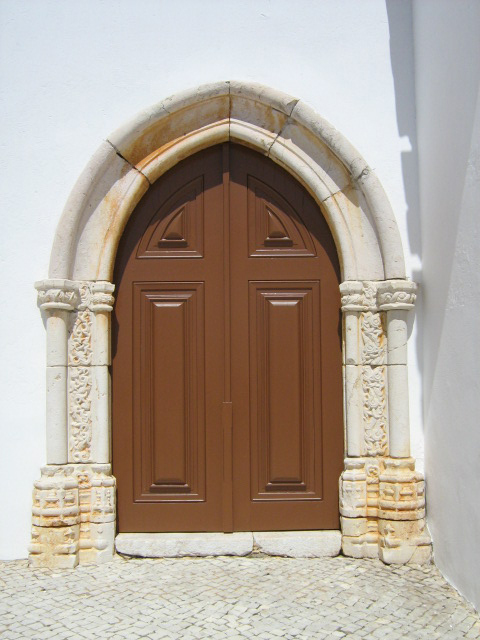
Porta Lateral

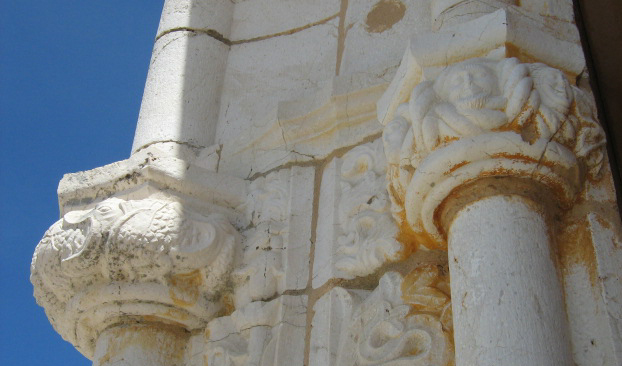
Capitel, porta principal